# Mass Effect
Mass Effect – komputerowa fabularna gra akcji stworzona przez studio BioWare, wydana pierwotnie w 2007 roku przez Microsoft Game Studios na konsolę Xbox 360, będąca pierwszą częścią serii Mass Effect. Jej akcja rozgrywa się w XXII wieku, kiedy Drodze Mlecznej grozi zagłada ze strony wysokozaawansowanej rasy maszyn znanych jako Żniwiarze. Gracz wciela się w komandora Sheparda, elitarnego żołnierza próbującego powstrzymać inwazję. Rozgrywka składa się z kilku głównych elementów: wykonywania zadań, walki, eksplorowania kosmosu i interakcji z bohaterami niezależnymi.
Gra, planowana jako pierwsza część trylogii, znajdowała się w produkcji przez ponad trzy i pół roku, a zrealizowana została w oparciu o silnik Unreal Engine 3. W 2008 i 2009 roku doczekała się dodatkowej zawartości, wprowadzającej nowe zadania i nową rasę.
Mass Effect spotkał się z pozytywnym przyjęciem ze strony krytyków branżowych, a do stycznia 2008 r. na całym świecie sprzedano ponad 1,5 mln egzemplarzy. Krytycy chwalili grę za interaktywną narrację i filmowy projekt, krytykując jednak niezbalansowaną mechanikę walki i kiepską sztuczną inteligencję. Produkcja otrzymała kilka nagród branżowych, w tym m.in. dla najlepszej gry fabularnej roku podczas gal wręczania Spike Video Game Awards i Interactive Achievement Awards. W 2008 roku ukazał się port na platformę Microsoft Windows, a w 2012 na PlayStation 3. W 2010 wydana została kontynuacja, Mass Effect 2, a w 2012 zwieńczenie trylogii – Mass Effect 3. 14 maja 2021 roku miała miejsce premiera Mass Effect: Edycji legendarnej – remasteru trylogii, m.in. odświeżającego oprawę graficzną i usprawniającego mechanikę pierwszej części.

## Opis

### Świat gry
Fabuła gry osadzona jest w Drodze Mlecznej w 2183 roku, kiedy ludzkość poznała już tajniki lotów międzygwiezdnych, możliwych dzięki urządzeniom znanym jako przekaźniki masy, będącymi pozostałością po wymarłej rasie obcych – protean. Terminem „efekt masy” (ang. mass effect) określa się w grze technologię wpływającą na masę, co tworzy fenomeny, takie jak sztuczna grawitacja czy możliwość podróżowania z prędkością nadświetlną. „Stolicą” galaktyki jest stacja kosmiczna Cytadela, a rząd sprawuje Rada Cytadeli, w której zasiadają przedstawiciele najwyżej rozwiniętych ras – turian, salarian i asari. Galaktykę zamieszkują również inne rasy, z których większość podlega jurysdykcji Rady: quarianie, krogranie, volusowie, elkorowie, hanarzy, drelle i vorche. Osobną rasą są gethy – syntetyczne konstrukty stworzone przez quarian w oparciu o sztuczną inteligencję jako tania siła robocza, które zbuntowały się przeciwko swoim twórcom po zyskaniu samoświadomości. Interesy ludzkości reprezentuje przed Radą powstałe w 2157 r. Przymierze Układów.
Głównym bohaterem Mass Effect jest komandor Shepard (w zależności od płci: Mark Meer i Jennifer Hale; w wersji polskiej: Marcin Dorociński i Magdalena Różczka), absolwent elitarnego programu Przymierza N7 i kandydat na pierwsze ludzkie widmo – specjalnego agenta Wywiadu i Działań Militarno-Obronnych, dbającego o bezpieczeństwo galaktyki i podlegającego wyłącznie Radzie Przymierza. Do jego drużyny należą ludzki biotyk Kaidan Alenko (Raphael Sbarge / Przemysław Sadowski), żołnierz Ashley Williams (Kimberly Brooks / Monika Pikuła), turiański oficer Służb Ochrony Cytadeli Garrus Vakarian (Brandon Keener / Błażej Wójcik), quariańska mechanik Tali’Zorah (Ash Sroka / Monika Kwiatkowska), krogański najemnik Urdnot Wrex (Steven Barr / Piotr Bąk) i egzoarcheolog asari Liara T’Soni (Ali Hillis / Joanna Pach-Żbikowska). Oddział uzupełniają pilot Normandii Jeff „Joker” Moreau (Seth Green / Krzysztof Plewako-Szczerbiński) i były dowódca statku, kapitan David Anderson (Keith David / Grzegorz Pawlak).

## Fabuła

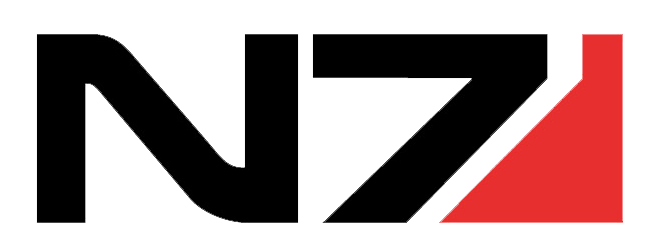
Logotyp programu N7, którego absolwentem jest Shepard

Shepard i Kaidan zostają wysłani do ludzkiej kolonii na Eden Prime, żeby zabezpieczyć odkryty tam niedawno proteański nadajnik. W operacji bierze udział również Nihlus – turiańskie widmo mające ocenić, czy Shepard nadaje się na agenta Rady. Kolonia zostaje zaatakowana przez gethy, a jedną z nielicznych osób ocalałych z ataku jest Ashley. Inne turiańskie widmo, zbuntowany Saren (Fred Tatasciore / Jacek Mikołajczak), zabija Nihlusa i aktywuje nadajnik. Kiedy dociera do niego Shepard, doznaje wizji wojny i śmierci. Donnel Udina (Bill Ratner / Jacek Mikołajczak), radny ludzi, wraz z Shepardem i Andersonem próbuje przekonać Radę Cytadeli, że za wydarzenia odpowiedzialny jest Saren, którego należy pozbawić statusu widma, jednak nie udaje im się przedstawić wystarczających dowodów. Shepard sprzymierza się z turiańskim oficerem SOC Garrusem, quarianką Tali’Zorą i krogańskim najemnikiem Urdnotem Wreksem. Z ich pomocą zdobywa zapisy rozmów pomiędzy Sarenem i matroną asari, Benezją (Marina Sirtis / Anna Ułas), na temat ich zwycięstwa, artefaktu nazywanego „Kanałem” i powrocie Żniwiarzy – uznawanej za legendę superzaawansowanej rasy maszyn, które co 50 tys. lat doprowadzają do wyginięcia wszystkich ras organicznych. W obliczu zebranych dowodów, Rada uznaje Sarena za zdrajcę, a Sheparda mianuje pierwszym ludzkim widmem i powierza mu zadanie odszukania i wyeliminowania zdrajcy. Anderson przekazuje komandorowi dowództwo nad Normandią – najbardziej zaawansowanym statkiem Przymierza, który testowano podczas misji na Eden Prime – i informuje o kilku poszlakach, jakie udało się zgromadzić na temat Sarena.
W ludzkiej kolonii na Feros Shepard dowiaduje się, że Suweren – statek kosmiczny Sarena – ma wyjątkową zdolność kontrolowania umysłów. Na Noverii udaje mu się wytropić i zabić Benezję, która przed śmiercią wyjawia, że zarówno ona, jak i Saren zostali zindoktrynowani przez Suwerena. Próbując dotrzeć do głównej bazy Sarena na Virmirze dowiaduje się, że temu udało się opracować lekarstwo na genofagium – opracowaną przez salarian chorobę genetyczną dziesiątkującą krogan – dzięki któremu chce stworzyć armię niepowstrzymanych krogańskich najemników. Prowadzi to do konfliktu z Wreksem odnośnie do tego, czy lekarstwo należy zniszczyć, czy wykorzystać je, w wyniku którego Shepard może przekonać kroganina do zniszczenia leku albo go zabić. Shepardowi ostatecznie udaje się dotrzeć do bazy Sarena, w której spotyka hologram Suwerena.
Suweren zdradza, że Żniwiarze oczekują w ciemnej przestrzeni poza Drogą Mleczną aż rasy organiczne osiągną poziom umożliwiający im korzystanie z przekaźników masy, a następnie – u szczytu ich potęgi – przeprowadzają na nich swoje „żniwa”, unicestwiając je. Shepard spotyka również Sarena, który twierdzi, że jego sojusz z Suwerenem pomoże ocalić organiczne formy życia, jeśli dowiedzie on ich użyteczności. Shepard wysadza w powietrze jego placówkę, musząc poświęcić przy tym Ashley albo Kaidana, którzy giną, żeby uzbroić bombę i dać innym czas na ucieczkę. Na pokładzie Normandii Liarze – córce Benezji, którą Shepard uratował na Therum – udaje się ustalić, że Kanał znajduje się na Ilos, dawnej planecie protean. Shepard odkrywa tam, że Cytadela w rzeczywistości jest największym z przekaźników masy, przez który Żniwiarze przedostają się do Drogi Mlecznej, żeby rozpocząć żniwa. W poprzednim cyklu garstce protean udało się przeżyć inwazję Żniwiarzy dzięki krioprezerwacji i powrócić na Cytadelę dzięki Kanałowi – opracowanej za pomocą inżynierii odwrotnej miniaturze przekaźnika masy połączonego ze stacją. Proteanie dezaktywowali tam sygnał, dzięki któremu Żniwiarze od milionów lat aktywowali przekaźnik Cytadeli, a planem Sarena jest ponowne jego aktywowanie, żeby umożliwić im rozpoczęcie kolejnej inwazji.
Po dotarciu za pomocą Kanału na Cytadelę, Shepard konfrontuje się tam z Sarenem, który ginie z jego ręki albo popełnia samobójstwo, zdając sobie sprawę, że był manipulowany. Destiny Ascension – okręt flagowy Rady z jej członkami na pokładzie – znajduje się pod ciężkim ostrzałem gethów. Shepard musi zdecydować, czy ryzykować poniesieniem ciężkich strat w ludzkiej flocie, która jako jedyna licznie przybyła na miejsce i uratować Radę, czy poświęcić ją i skupić się na pokonaniu Suwerena. Żniwiarz ożywia ciało Sarena i nasyła go na Sheparda, żeby kupić sobie więcej czasu na zdziesiątkowanie floty Przymierza. Ostatecznie Saren zostaje pokonany, a Suweren zniszczony przez Normandię. Jeśli Shepard zdecydował się uratować Radę, ta przyznaje w niej miejsce ludziom; jeśli pozostawił ją na śmierć, stworzona zostaje nowa, złożona wyłącznie z ludzi. Shepard wybiera nowego radnego – Andersona albo Udinę – i obiecuje, że położy kres zagrożeniu ze strony Żniwiarzy.

## Rozgrywka
Mass Effect jest przeznaczoną dla jednego gracza fabularną grą akcji, w której gracz przejmuje kontrolę nad komandorem Shepardem, wydarzenia oglądając z perspektywy trzeciej osoby. Płeć, wygląd, doświadczenie wojskowe, szkolenie bojowe i imię postaci gracz może wybrać samodzielnie na początku przygody. W grze dostępnych jest sześć klas postaci – trzy podstawowe (żołnierz, adept i inżynier) oraz trzy dodatkowe, stanowiące kombinacje powyższych (szpieg, strażnik i szturmowiec). Żołnierz wyszkolony jest w korzystaniu z broni palnych i dysponuje większą żywotnością, adept korzysta z biotyki (odpowiednika magii z innych gier fabularnych), a inżynier przede wszystkim ze zdolności technicznych, takich jak hakowanie czy przeciążanie systemów wroga. Po awansowaniu na 20. poziom doświadczenia i wykonaniu zadania pobocznego, postać może odblokować jedną z dwóch specjalizacji właściwych dla swojej klasy. Chociaż każda klasa korzysta z broni palnych, sprawnie posługiwać może się jedynie tymi, w których obsłudze została przeszkolona.
Na pokładzie dowodzenia Normandii Shepard zyskuje dostęp do mapy galaktyki, którą może przemierzać i wykonywać w niej zadania. Większość zadań z głównego wątku fabularnego polega przede wszystkim na walce, podczas gdy poboczne w dużej mierze na zbieraniu zasobów i interakcjach z bohaterami niezależnymi. W miarę postępów w fabule, do oddziału Sheparda dołączyć może sześcioro towarzyszy reprezentujących różne klasy, których umiejętności również da się rozwijać. Punkty doświadczenia zdobywać można poprzez wykonywanie zadań, pokonywanie wrogów i eksplorowanie świata. Każdorazowo po zdobyciu odpowiedniej liczby punktów doświadczenia, postacie awansują na kolejny poziom i otrzymują punkty talentów, które można wydać na rozwinięcie ich umiejętności. Każdy talent ma 12 rang, których odblokowanie kosztuje jeden punkt talentu.
Głównym środkiem transportu jest statek kosmiczny SSV Normandia, służący jednocześnie za bazę operacyjną Sheparda. Na jego pokładzie postać może rozmawiać z członkami drużyny, kupować nowe wyposażenie i podróżować do innych układów planetarnych. Chociaż w grze zbadać można kilkadziesiąt planet, to tylko na kilku z nich można wylądować i je zbadać. Część można wysondować, żeby znaleźć na nich surowce albo przedmioty związane z zadaniami pobocznymi. Po wylądowaniu na powierzchni planety, postać może przemieszczać się po niej pieszo albo w łaziku M35 Mako. Większość głównych zadań wymaga walki podczas przemieszczania się pieszo, ale niektóre ich segmenty mogą wymagać wykorzystania mako. Pojazd najczęściej niezbędny jest w zadaniach pobocznych, podczas których w trybie swobodnym Shepard eksploruje niezbadane światy. Wyposażenie, takie jak pancerze, broń czy ulepszenia, można znaleźć podczas eksploracji galaktyki albo zakupić u handlarzy.

### Walka
Podczas zadań Shepardowi towarzyszyć może dwoje członków drużyny, wspierających go w walce. Gracz kieruje bezpośrednio Shepardem, podczas gdy towarzysze sterowani są przez sztuczną inteligencję. Walki rozgrywają się w czasie rzeczywistym, w dowolnym ich momencie możliwe jest jednak włączenie aktywnej pauzy, pozwalającej dokładnie namierzyć przeciwników oraz wybrać umiejętność, której ma użyć Shepard albo jego towarzysze. Walka pokazywana jest zza ramienia postaci podobnie jak w strzelankach trzecioosobowych, w grze dostępny jest również system osłon, za którymi postacie mogą chować się przed ostrzałem. Gracz może wydawać także polecenia towarzyszom, każąc im np. schować się za osłoną czy skupić ogień na wybranym celu.
Na arsenał postaci składają się pistolety, karabiny szturmowe, snajperskie i strzelby. Każda z nich ma nieograniczoną amunicję, zamiast tego jednak przegrzewają się przy zbyt długim nieprzerwanym ostrzale. Dodatkowo w arsenale Sheparda znajdują się granaty, które przyczepiają się do celów albo powierzchni, a następnie można je zdalnie zdetonować. Postacie przed ostrzałem chronione są pochłaniającymi obrażenia tarczami. Zdrowie zaczyna wyczerpywać się dopiero po zniszczeniu tarcz, chyba że postać weszła w kontakt z zagrożeniem środowiskowym (np. wysoką ujemną bądź dodatnią temperaturą, toksycznością), nie mając na sobie odpowiedniego pancerza. Zdrowie regenerować można za pomocą tzw. mediżelu, z kolei tarcze regenerują się automatycznie, kiedy postać przez chwilę nie otrzymuje obrażeń. Niektóre przedmioty albo talenty mogą przyspieszyć prędkość regeneracji zdrowia i tarcz. Gracz może ocucić poległego towarzysza, korzystając z talentu „Jedność” (o ile posiada mediżel), jeśli jednak polegnie Shepard, grę należy wznowić od ostatniego punktu zapisu.

### System dialogów i moralności
Na potrzeby Mass Effect BioWare opracowało koło dialogowe, które pojawia się podczas rozmów z bohaterami niezależnymi. Lewa strona koła z reguły zarezerwowana jest dla opcji, które pozwalają zdobyć więcej informacji na dany temat, podczas gdy prawa dla tych, które prowadzą do końca rozmowy. Odpowiedzi na górze koła najczęściej są uprzejme i dyplomatyczne, a te na dole – agresywne i ukierunkowane na walkę. Wybory dokonywane podczas rozmów wpływają na to, jak inne postacie reagują na Sheparda oraz na system moralności. Ta mierzona jest w punktach idealisty (uroku) i renegata (zastraszenia). Punkty te pozwalają postaci rozwijać talenty odblokowujące niedostępne inaczej opcje dialogowe, mogące mieć znaczący wpływ na fabułę.

## Produkcja
Pomysł na grę zrodził się podczas prac nad Star Wars: Knights of the Old Republic – twórcy chcieli stworzyć space operę, nie będąc ograniczanymi przez wymogi licencji, stąd też zdecydowano się na opracowanie od podstaw własnej marki. Równolegle do niej studio pracowało nad dwiema innymi grami – Jade Empire (2006) i Dragon Age: Początkiem (2009). Reżyserem Mass Effect został Casey Hudson, wcześniej pracujący w BioWare przy Knights of the Old Republic z 2003 r. Produkcja rozpoczęła się na początku 2004 r., niedługo po premierze poprzedniej gry na platformie Microsoft Windows. Ponieważ zespół deweloperski miał już doświadczenie z konsolą Xbox, grę postanowił stworzyć na jej następcę – Xboksa 360 – mającego lepszą moc obliczeniową i narzędzia deweloperskie. Przez pierwsze sześć do ośmiu miesięcy w projekt zaangażowanych było około 130 osób, pracujących nad założeniami świata, w którym będzie rozgrywała się gra. Chociaż Mass Effect zrealizowany został na Unreal Engine 3, zespół stworzył dodatkowe narzędzia do lepszego zarządzania postaciami, eksploracją kosmosu i walką w drużynie, co przełożyło się na największe ówczesne przedsięwzięcie programistyczne BioWare’u. Większość czasu produkcji gry, wynoszącej około czterech lat, poświęcono na rozwój tych technologii.
Ponieważ studio chciało stworzyć wielką i pamiętną opowieść, toteż Mass Effect od samego początku pomyślany został jako pierwsza część trylogii, a stworzenie sprawnej podstawy technologicznej miało skrócić cykl produkcyjny kontynuacji. Twórcy nie chcieli tworzyć kolejnej gry fabularnej, w której grywalna postać będzie tabula rasa, celując w protagonistę zakorzenionego już w świecie, którego decyzje wpływają na ten świat. Hudson stwierdził, że takie podejście pozwoliło studiu wykreować unikalny „poziom intensywności i filmowej mocy”, jednocześnie umożliwiając graczom dostosowanie postaci, tak jak w poprzednich grach studia. Wybory i ich konsekwencje były dla BioWare’u kwestią priorytetową, twórcom zależało bowiem na tym, żeby fabuła nie podążała z góry określoną ścieżką. Ze względu na szerokie spektrum opcji dialogowych, opracowano „koło dialogowe” pojawiające się podczas rozmów z bohaterami niezależnymi, którego poszczególne części odpowiadały określonym emocjom i tonom wypowiedzi. Na potrzeby gry studio stworzyło „cyfrowych aktorów” – postacie, które podczas rozmów wyrażają mimikę i posługują się mową ciała.
Projektując założenia rozgrywki, zdecydowano się na przerobienie pseudoturowego systemu walki z Knights of the Old Republic na trzecioosobową strzelankę z walką w czasie rzeczywistym. Założeniem tego systemu było zaproponowanie graczom właściwego dla gier fabularnych taktycznego podejścia i dostosowania umiejętności postaci pod własne preferencje, a jednocześnie prostszego i bardziej intuicyjnego interfejsu użytkownika. Zaprojektowany został on tak, żeby zarządzanie atakami drużyny nie wymagało jednoczesnego wciskania zbyt dużej liczby przycisków. Chcąc upewnić się, że walka jest wystarczająco taktyczna, twórcy nad niektórymi aspektami interfejsu współpracowali z Microsoftem. Ostateczny system, zdaniem twórców odpowiednio balansujący walkę pomiędzy grą fabularną a strzelanką, powstał metodą licznych prób i błędów. Innym ważnym celem było zapewnienie graczom poczucia, że są odkrywcami. Deweloperzy chcieli, żeby w grze znalazła się prawdziwa galaktyka, którą można eksplorować również poza zadaniami związanymi z głównym wątkiem fabularnym. Kilka fragmentów galaktyki stworzone zostało ręcznie przez spory zespół twórców, ale stworzone przez nich narzędzia i technologie pozwoliły na znaczne jego powiększenie.
Głównym scenarzystą gry został Drew Karpyshyn, wcześniej pełniący funkcję starszego scenarzysty przy Knights of the Old Republic. Wątki fabularne dla każdej z planet napisane zostały przez innych scenarzystów, jednak wszyscy oni sprawdzali i recenzowali swoje pomysły. Zadaniem Karpyshyn było przede wszystkim upewnienie się, że na wszystkich etapach i we wszystkich miejscach styl narracji oraz fabuła są ze sobą spójne. Jednym z największych wyzwań, z jakimi musieli zmierzyć się scenarzyści, było stworzenie licznych „odnóg” ścieżek dialogowych i różnych wariantów ich zakończeń. Proces pisania scenariusza zajął trzy lata, a zamknął się on w około 400 tys. słów i ponad 20 tys. mówionych linii dialogowych. Według Karpyshyna, stanowi to odpowiednik 20 pełnometrażowych filmów fabularnych albo 4 do 5 rozbudowanych powieści. Podczas opracowywania stylu artystycznego i ogólnego klimatu gry, inspirowano się takimi filmami jak Gwiezdne wojny, Obcy – 8. pasażer Nostromo, Star Trek II: Gniew Khana, Łowca androidów, Żołnierze kosmosu oraz – przede wszystkim – Final Fantasy: Wojna dusz. Gra została ukończona 22 października 2007 r.

### Ścieżka dźwiękowa
Na głównego kompozytora wybrano Jacka Walla, który skomponował również ścieżkę dźwiękową do poprzedniej gry studia – Jade Empire – ponieważ dysponował on zdolnością stworzenia szerokiego zakresu stylów muzycznych. Hudson miał jasno sprecyzowany pomysł na to, jak powinna brzmieć muzyka w grze, Wall dysponował jednak w pewnym zakresie swobodą artystyczną. Wall stwierdził, że jego główną wizją na muzykę w Mass Effect było „połączenie elektronicznych instrumentów muzycznych z przełomu lat 70. i 80. z bardziej organicznymi elementami”. Komponowanie muzyki rozpoczął w 2006 roku, ale ponieważ nigdy wcześniej nie miał do czynienia z takim stylem, w stworzeniu elektronicznych dźwięków na bazie klasycznej orkiestry pomógł mu Sam Hulick. Pod koniec okresu produkcyjnego Walla i Hulicka wspomogli również Richard Jacques i David Kates, żeby ukończyć ścieżkę dźwiękową na czas. Na potrzeby gry napisano łącznie 110 minut muzyki, a każdy z ważniejszych motywów miał dodatkowe wersje – szybsze bądź wolniejsze – żeby pasowały lepiej do różnych sytuacji. Ścieżka dźwiękowa – Mass Effect Original Soundtrack – na którą składało się 37 utworów, trafiła do sprzedaży równolegle z grą. Na albumie znalazł się również utwór „M4 (Part II)” kanadyjskiego elektrorockowego zespołu Faunts, towarzyszący napisom końcowym gry.
| Nr  | Tytuł utworu             | Kompozytor                              | Długość |
| --- | ------------------------ | --------------------------------------- | ------- |
| 1.  | „Mass Effect Theme”      | Jack Wall i Sam Hulick                  | 2:21    |
| 2.  | „The Normandy”           | Sam Hulick                              | 1:35    |
| 3.  | „Eden Prime”             | Jack Wall                               | 1:34    |
| 4.  | „Battle at Eden Prime”   | Sam Hulick                              | 1:23    |
| 5.  | „Saren”                  | Jack Wall                               | 2:00    |
| 6.  | „The Citadel”            | Jack Wall, Sam Hulick i Richard Jacques | 1:45    |
| 7.  | „The Presidium”          | Jack Wall                               | 1:32    |
| 8.  | „The Wards”              | Jack Wall                               | 3:14    |
| 9.  | „Criminal Elements”      | Jack Wall                               | 1:56    |
| 10. | „Spectre Induction”      | Jack Wall, Sam Hulick i Richard Jacques | 1:55    |
| 11. | „Liara’s World”          | Jack Wall                               | 2:35    |
| 12. | „A Very Dangerous Place” | Sam Hulick                              | 2:40    |
| 13. | „Feros”                  | Jack Wall                               | 1:34    |
| 14. | „Protecting the Colony”  | Jack Wall                               | 1:56    |
| 15. | „The Thorian”            | Jack Wall i Richard Jacques             | 3:12    |
| 16. | „Noveria”                | Jack Wall                               | 2:14    |
| 17. | „The Secret Labs”        | Sam Hulick                              | 2:39    |
| 18. | „The Alien Queen”        | Jack Wall, Sam Hulick i Richard Jacques | 1:44    |
| 19. | „Fatal Confrontation”    | Jack Wall                               | 1:09    |
| 20. | „Saren’s Base”           | Jack Wall                               | 1:37    |
| 21. | „Breeding Ground”        | Jack Wall i Sam Hulick                  | 3:47    |
| 22. | „Virmire Ride”           | Jack Wall                               | 1:41    |
| 23. | „Exit”                   | Jack Wall, Sam Hulick i Richard Jacques | 1:54    |
| 24. | „Love Theme”             | Jack Wall                               | 1:54    |
| 25. | „Uncharted Worlds”       | Sam Hulick                              | 1:16    |
| 26. | „Ilos”                   | Jack Wall                               | 1:39    |
| 27. | „Vigil”                  | Jack Wall                               | 1:44    |
| 28. | „Sovereign’s Theme”      | Sam Hulick                              | 1:19    |
| 29. | „Uplink”                 | Sam Hulick                              | 1:12    |
| 30. | „Battling Saren”         | Jack Wall                               | 1:38    |
| 31. | „In Pursuit of Saren”    | Jack Wall i Sam Hulick                  | 3:37    |
| 32. | „Infusion”               | Jack Wall, Sam Hulick i David Kates     | 1:30    |
| 33. | „Final Assault”          | Jack Wall, Sam Hulick i David Kates     | 2:02    |
| 34. | „Victory”                | Sam Hulick                              | 0:51    |
| 35. | „From the Wreckage”      | Sam Hulick                              | 1:54    |
| 36. | „The End (Reprise)”      | Jack Wall i Sam Hulick                  | 1:10    |
| 37. | „M4, Pt 2”               | Faunts                                  | 8:18    |
|     |                          |                                         | 1:18:01 |

## Dystrybucja
Mass Effect został oficjalnie zapowiedziany 4 października 2005 roku jako tytuł na wyłączność na Xboksa 360 podczas targów Microsoftu X05. W maju 2006 roku grywalną wersję demonstracyjną zaprezentowano na Electronic Entertainment Expo, gdzie zdobyła tytuł najlepszej gry fabularnej w ramach Game Critics Awards. Redaktorzy serwisu IGN we własnym corocznym plebiscycie Best of E3 2006 Awards przyznali jej nagrody w kategoriach najlepsza technologia graficzna i najbardziej innowacyjny projekt, jak również umieścili na liście najbardziej oczekiwanych gier 2007 roku. Podczas X06 w październiku 2006 roku omówiono nowości, jakie pojawią się w grze, a godzinny zapis z rozgrywki zaprezentowano na Game Developers Conference w marcu 2007. 1 maja opublikowana została napisana przez Karpyshyna powieść Mass Effect: Objawienie, stanowiąca prequel gry, z fabułą osadzoną na około dwadzieścia lat wcześniej. W lipcu Mass Effect ponownie prezentowany był na E3, gdzie po raz drugi zdobył tytuł najlepszej gry fabularnej, jak również najlepszej gry na konsole. W sierpniu odbyła się prezentacja na Games Convention, a pod koniec tego miesiąca ujawniono datę premiery. W ramach zamówień przedpremierowych, nabywcy mogli otrzymać dodatkowy dysk z pięciominutowym materiałem zza kulis, utworami ze ścieżki dźwiękowej i zwiastunami.
Premiera gry w Ameryce Północnej miała miejsce 20 listopada 2007 r. W Australii sieć sklepów EB Games rozpoczęła sprzedaż gry 16 listopada, uznając, że skoro otrzymała kopie wcześniej, może je już sprzedawać. Gra wydana została w wersji standardowej i kolekcjonerskiej. Wydanie kolekcjonerskie zawierało dodatkową płytę z materiałami dokumentującymi prace nad grą, ścieżkę dźwiękową, oraz galerię szkiców koncepcyjnych z komentarzami audio.
28 maja 2008 roku wydana została wersja przeznaczona na Microsoft Windows, opracowana przez Demiurge Studios. Charakteryzowała się ona sterowaniem dostosowanym pod klawiaturę i mysz, grafiką w wyższej rozdzielczości, nowym interfejsem użytkownika i innymi, pomniejszymi zmianami. Pierwotnie wydanie na komputery miało używać SecuROM-u, oprogramowania antypirackiego wymagającego aktywacji online i codziesięciodniowej weryfikacji. BioWare ostatecznie zdecydowało się nie wykorzystywać tego zabezpieczenia po krytyce ze strony fanów. W 2012 r. ukazał się port gry na PlayStation 3, opracowany przez studio Edge of Reality, charakteryzujący się ulepszonymi efektami wizualnymi i oświetleniem. Gra dostępna była w wersji cyfrowej jako część pakietu Mass Effect Trilogy. W maju 2015 roku Mass Effect został dodany do katalogu gier wstecznie kompatybilnych z Xboksem One.

### Zawartość do pobrania
Gra doczekała się dwóch dodatków do pobrania. Pierwszy, Bring Down the Sky, został wydany 10 marca 2008 roku na Xboksie 360 jako płatny dodatek, 28 maja 2008 jako darmowy dodatek dla wersji pecetowej oraz 4 grudnia 2012 roku na PlayStation 3, będąc częścią pakietu z grą. Dodatek wprowadza nową misję, w której Shepard za pomocą mako musi zbadać asteroidę i zapobiec temu, żeby zderzyła się z Ziemią. Dodaje również nową rasę – batarian – oraz zadanie dodatkowe. Według BioWare’u, ukończenie Bring Down the Sky zajmuje ok. 90 minut. Ryan Geddes z IGN uznał, że dodatek wprowadza „olśniewające” wizualia, podczas gdy Dan Whitehead z Eurogamer skrytykował brak ciężaru narracyjnego i ponowne wykorzystanie obecnych w podstawowej wersji gry rozkładów budynków.
Drugi dodatek, Pinnacle Station, wydany został 25 sierpnia 2009 r. jako darmowy dla Xboksa 360 i Microsoft Windows, nigdy nie ukazał się jednak w wydaniu na PlayStation 3. Dodatek wprowadza ośrodek treningowy, w którym Shepard może rozegrać osiem scenariuszy bojowych, podzielonych na cztery typy, jak deathmatch czy zdobądź flagę. Po ukończeniu scenariuszy, pojawiają się cztery dodatkowe, żeby uzyskać dostęp do trybu przetrwania. Oferuje on te same wyzwania, co poprzednie, z tą różnicą, że trzeba przetrwać w nim 5 minut. BioWare określiło Pinnacle Station mianem „areny w stylu Podziemnego kręgu”, która miała znaleźć się w podstawowej wersji gry, pomysł ten jednak porzucono, ponieważ studio nie było w stanie należycie go zrealizować. Dodatek spotkał się z mieszanym przyjęciem, będąc krytykowanym jako niepotrzebny i nieoryginalny.

## Odbiór
Po premierze Mass Effect spotkał się z pozytywnym przyjęciem ze strony prasy growej. Bardzo pozytywnie wyrażali się oni o interaktywnym prowadzeniu historii i filmowości gry, jako najsłabsze elementy wskazując walkę i prowadzenie pojazdu. Kevin VanOrd z GameSpot nazwał Mass Effect „świetną grą mającą genialne momenty oraz niewielkie, ale jednak znaczące przeszkody, które uniemożliwiają jej osiągnięcie pełnego potencjału”. W podobnym tonie wyraził się Erik Brudvig z IGN, stwierdzając, że gra sama w sobie jest lepsza niż składające się na nią elementy, a chociaż miewa ona liczne problemy techniczne, to całość „jest tak znakomicie podana, że przykrywa słabości”.
Andrew Reiner z magazynu „Game Informer” stwierdził, że interaktywna opowieść zachęca do ponownego przechodzenia gry, a szczegółowa historia „sprawia, że związki są jak prawdziwe – dbasz o swoją załogę i naprawdę masz wrażenie, że twój głos liczy się w galaktyce”. Według Aleksa Dale’a z „Computer and Video Games”, „nigdy wcześniej opowiadanie historii nie było tak zgrabnie wplecione w grę komputerową, a gracz nigdy wcześniej nie miał tyle swobody w kształtowaniu kierunku, w jakim pójdzie liniowa opowieść”. W podobnie pozytywny sposób wypowiadano się o szczegółowych modelach postaci, mimice i grze głosem. Jennifer Tsao z 1UP.com uznała, że cyfrowi aktorzy wyrażają prawdziwe emocje, szwankuje jednak dostosowanie ruchu ust do wypowiadanych kwestii. Chociaż oprawa wizualna, podobnie jak ścieżka dźwiękowa, były chwalone przez krytyków, wracali oni uwagę na niestabilną liczbę klatek na sekundę i długie ekrany wczytywania.
Cameron Lewis z „GamePro” chwalił scenariusz i głębię gry, z kolei Paul Curthoys z „Official Xbox Magazine” zaznaczył, że Mass Effect „dotyka emocji, których większość gier unika”, określając produkcję mianem „świetnej powieści fantastycznonaukowej w formie gry komputerowej”. Recenzent „Edge” stwierdził, że osadzając fabułę w realiach space opery, twórcom nie udało się stworzyć klimatu „mityczności i egzotyczności mogącego konkurować z Gwiezdnymi wojnami”. W recenzji skrytykowano również postacie i ogólny ton gry, konkludując, że Mass Effect „tak desperacko chce, żeby traktować go poważnie, że staje się bezlitośnie ponury”. Kristan Reed z Eurogamer zauważył, że nieśpieszne tempo początkowych etapów i przytłaczający świat przedstawiony może zmylić graczy, zanim dowiedzą się, na czym polega główny wątek fabularny.
Walka była elementem dość powszechnie krytykowanym za słaby balans mechanik i kiepską sztuczną inteligencję członków drużyny. Recenzent „Edge” zauważył, że elementy gry fabularnej niezbyt dobrze współgrają z jej akcją, z kolei IGN skrytykowało mechanikę drużyny, twierdząc, że jej członkowie „najczęściej są przydatni co najwyżej jako mięso armatnie, które ma odciągnąć wrogów”. Z krytyką spotkał się również system zarządzania ekwipunkiem, który w recenzji 1UP.com określono jako „bolesny” i „nużący”. Chwalono eksplorację galaktyki, porównując ją do gry przygodowej Starflight z 1986 r. oraz zadania dodatkowe, krytykowano jednak sekwencje wymagające prowadzenia mako za kiepską sterowność i nieporadną mechanikę walki. Wersje przeznaczone na komputery osobiste i PlayStation 3 zebrały podobne opinie.

### Sprzedaż
Według statystyk The NPD Group, Mass Effect był 6. najlepiej sprzedającą się grą listopada 2007 w Stanach Zjednoczonych, trafiając do 473 tys. nabywców, podczas gdy simExchange prognozowało sprzedaż na poziomie 328 tys. W następnych miesiącach gra nie pojawiała się w pierwszej dziesiątce zestawienia. Według wiceprezesa Microsoftu, Jeffa Bella, na całym świecie w niecałe trzy tygodnie sprzedano ponad milion egzemplarzy gry. Po sześciu tygodniach sprzedaż wzrosła do 1,6 mln, a według Deana Takahashiego z serwisu VentureBeat w marcu 2008 roku „szacunkowo dobiła do 2 mln, generując ok. 120 mn dolarów przychodu”. W listopadzie tego samego roku Entertainment and Leisure Software Publishers Association przyznało Mass Effect złoty certyfikat, wskazujący, że w Wielkiej Brytanii sprzedano co najmniej 200 tys. kopii. W kwietniu 2011 roku ogłoszono, że dwie pierwsze części serii rozeszły się na całym świecie w łącznym nakładzie przekraczającym 7 mln kopii.

### Nagrody
Mass Effect otrzymał kilka końcoworocznych nagród, w tym m.in. Spike Video Game Award, D.I.C.E. Award i IGN Best of 2007 Award dla najlepszej gry fabularnej. Magazyn „The New York Times” przyznał produkcji tytuł gry roku. W 2008 redaktorzy IGN sklasyfikowali ją na 1. miejscu listy 25 najlepszych gier na Xboksa 360.
| Lista nagród i nominacji | Lista nagród i nominacji           | Lista nagród i nominacji                        | Lista nagród i nominacji | Lista nagród i nominacji | Lista nagród i nominacji |
| Rok                      | Nagroda                            | Kategoria                                       | Nominowany               | Rezultat                 | Przypisy                 |
| ------------------------ | ---------------------------------- | ----------------------------------------------- | ------------------------ | ------------------------ | ------------------------ |
| 2007                     | Spike Video Game Awards            | Gra roku                                        | Mass Effect              | nominacja                | [ 89 ] [ 93 ]            |
| 2007                     | Spike Video Game Awards            | Najlepsza gra fabularna                         | Mass Effect              | wygrana                  | [ 89 ] [ 93 ]            |
| 2007                     | Spike Video Game Awards            | Najlepsza oprawa graficzna                      | Mass Effect              | nominacja                | [ 89 ] [ 93 ]            |
| 2007                     | Spike Video Game Awards            | Najlepsza gra na Xboksa 360                     | Mass Effect              | nominacja                | [ 89 ] [ 93 ]            |
| 2007                     | Spike Video Game Awards            | Najlepsza oryginalna ścieżka dźwiękowa          | Mass Effect              | nominacja                | [ 89 ] [ 93 ]            |
| 2007                     | TeamXbox Game of the Year Awards   | Fabularna gra roku                              | Mass Effect              | wygrana                  | [ 94 ]                   |
| 2007                     | TeamXbox Game of the Year Awards   | Najlepsza historia                              | Mass Effect              | wygrana                  | [ 95 ]                   |
| 2007                     | TeamXbox Game of the Year Awards   | Gra roku                                        | Mass Effect              | wygrana                  | [ 96 ]                   |
| 2007                     | IGN Best of 2007 Awards            | Najlepsza gra fabularna (Xbox 360)              | Mass Effect              | wygrana                  | [ 97 ]                   |
| 2007                     | IGN Best of 2007 Awards            | Najlepszy projekt artystyczny (Xbox 360)        | Mass Effect              | nominacja                | [ 98 ]                   |
| 2007                     | IGN Best of 2007 Awards            | Najlepszy utwór w napisach końcowych (Xbox 360) | Mass Effect              | nominacja                | [ 99 ]                   |
| 2007                     | IGN Best of 2007 Awards            | Najlepsza historia (Xbox 360)                   | Mass Effect              | wygrana                  | [ 100 ]                  |
| 2007                     | IGN Best of 2007 Awards            | Gra roku na Xboksa 360                          | Mass Effect              | nominacja                | [ 101 ]                  |
| 2007                     | IGN Best of 2007 Awards            | Najlepsza gra fabularna                         | Mass Effect              | wygrana                  | [ 88 ]                   |
| 2007                     | IGN Best of 2007 Awards            | Najlepszy projekt artystyczny                   | Mass Effect              | nominacja                | [ 102 ]                  |
| 2007                     | IGN Best of 2007 Awards            | Najlepsza oryginalna ścieżka dźwiękowa          | Mass Effect              | wygrana                  | [ 103 ]                  |
| 2007                     | IGN Best of 2007 Awards            | Najlepszy dźwięk                                | Mass Effect              | nominacja                | [ 104 ]                  |
| 2007                     | IGN Best of 2007 Awards            | Najlepsza historia                              | Mass Effect              | wygrana                  | [ 105 ]                  |
| 2007                     | IGN Best of 2007 Awards            | Najlepszy producent                             | BioWare                  | nominacja                | [ 106 ]                  |
| 2007                     | IGN Best of 2007 Awards            | Gra roku                                        | Mass Effect              | nominacja                | [ 107 ]                  |
| 2008                     | 11. Interactive Achievement Awards | Fabularna gra roku                              | Mass Effect              | wygrana                  | [ 90 ]                   |
| 2008                     | 11. Interactive Achievement Awards | Konsolowa gra roku                              | Mass Effect              | nominacja                | [ 90 ]                   |
| 2008                     | 11. Interactive Achievement Awards | Najlepszy scenariusz                            | Mass Effect              | nominacja                | [ 90 ]                   |
| 2008                     | 11. Interactive Achievement Awards | Najlepszy występ                                | Mass Effect              | nominacja                | [ 90 ]                   |
| 2008                     | 8. Game Developers Choice Awards   | Innowacja                                       | Mass Effect              | nominacja                | [ 108 ]                  |
| 2008                     | 8. Game Developers Choice Awards   | Dźwięk                                          | Mass Effect              | nominacja                | [ 108 ]                  |
| 2008                     | 8. Game Developers Choice Awards   | Projekt gry                                     | Mass Effect              | nominacja                | [ 108 ]                  |
| 2008                     | 8. Game Developers Choice Awards   | Scenariusz                                      | Mass Effect              | nominacja                | [ 108 ]                  |
| 2008                     | IGN Best of 2008 Awards            | Najlepsza gra fabularna (PC)                    | Mass Effect              | nominacja                | [ 109 ]                  |
| 2008                     | IGN Best of 2008 Awards            | Najlepsza oryginalna ścieżka dźwiękowa (PC)     | Mass Effect              | wygrana                  | [ 110 ]                  |
| 2008                     | IGN Best of 2008 Awards            | Najlepsza gra głosem (PC)                       | Mass Effect              | nominacja                | [ 111 ]                  |
| 2008                     | IGN Best of 2008 Awards            | Najlepsza historia (PC)                         | Mass Effect              | wygrana                  | [ 112 ]                  |
| 2009                     | 5. British Academy Games Awards    | Scenariusz i postacie                           | Mass Effect              | nominacja                | [ 113 ] [ 114 ]          |

### Kontrowersje
W ramach jednego z dodatkowych wątków fabularnych, komandor Shepard może nawiązać romans z którąś z niegrywalnych postaci. Kiedy staje się on bardziej zażyły, pojawia się przerywnik filmowy z częściową nagością i przedstawieniem sceny seksu. Jako pierwszy scenę tę skrytykował neokonserwatywny bloger Kevin McCullough, który stwierdził m.in., że „Mass Effect pozwala graczowi odbyć stosunek analny z kimkolwiek i jakkolwiek tylko chce” oraz że za sprawą gry „wirtualny gwałt jest na wyciągnięcie przycisku”. Artykuł został skrytykowany przez społeczność grową, a nawet przez Jacka Thompsona, od dawna walczącego z gorszącymi treściami w grach, który stwierdził, że „ta zmyślona kontrowersja jest absolutnie niedorzeczna”. McCullough ostatecznie przeprosił za swoje słowa, nadal uważając jednak scenę za gorszącą.
Obecność sceny seksu stała się również materiałem dla telewizji Fox News. Martha MacCallum stwierdziła, że gra „nie pozostawia niczego wyobraźni” i umożliwia graczom „zaangażowanie się w przedstawiony w każdym szczególe seks”. W materiale wypowiedzieli się również samozwańcza specjalistka ds. psychologii Cooper Lawrence oraz dziennikarz branży gier Geoff Keighley. Według Lawrence, treści seksualne w grach uczą graczy przedmiotowego traktowania kobiet, mających stanowić tylko obiekt pożądania oceniany przez pryzmat ich atrakcyjności. Dodała również, że głównym bohaterem jest mężczyzna, który decyduje o tym, z iloma kobietami chce być. Na pytanie Keighley’ego o to, czy w ogóle grała w grę, na temat której się wypowiada, odpowiedziała, że nie. Electronic Arts, będące już wtedy właścicielem BioWare’u, zażądało od Fox News sprostowania. Stacja odpowiedziała jedynie, że twórcom zaproponowano udział w programie.
Po zapoznaniu się z około dwuipółgodzinnym materiałem z gry, Lawrence ostatecznie wycofała się ze swoich wcześniejszych słów. Stwierdziła, że wprowadzono ją w błąd, mówiąc, że Mass Effect ociera się o pornografię, podczas gdy „więcej wyuzdanych scen widziała w niektórych odcinkach Lost: Zagubionych”. W międzyczasie jej ostatnia książka w sklepie Amazon zebrała wiele ocen z jedną gwiazdką, wystawianych przez urażonych graczy. W wielu komentarzach sarkastycznie stwierdzano, że ich autorzy nie czytali książki, ale słyszeli od innych, że jest zła.
Przez krótki czas Mass Effect był zakazany w Singapurze, zanim ostatecznie nie został dopuszczony do sprzedaży z kategorią wiekową M18. Głównym powodem, dla którego zakazano gry, była scena przedstawiająca zbliżenie seksualne pomiędzy kosmitką (Liarą) a ludzką kobietą (żeńska wersja Sheparda).

## Kontynuacja
Ponieważ Mass Effect planowany był jako pierwsza część trylogii, krótko po jego premierze rozpoczęły się prace nad kontynuacją – Mass Effect 2. Gra wydana została w styczniu 2010 roku na komputery osobiste i Xboksa 360 i rok później na PlayStation 3. Gra pozwalała na zaimportowanie zapisanego stanu z poprzedniczki i kontynuowanie fabuły z wyborami podjętymi w pierwszej części i ich konsekwencjami. Kontynuacja była sukcesem kasowym i komercyjnym, zdobywając liczne nagrody, w tym m.in. dla najlepszej gry od Brytyjskiej Akademii Sztuk Filmowych i Telewizyjnych.